# Coluber sinai
Coluber sinai este o specie de șerpi din genul Coluber, familia Colubridae, descrisă de Werner Theodor Schmidt și Marx 1956. Conform Catalogue of Life specia Coluber sinai nu are subspecii cunoscute.